# Capacidad de obrar
La capacidad de obrar o  capacidad de ejercicio en Derecho, consistente en la cualidad jurídica de la persona que determina la eficacia de los actos realizados por ella según su estado civil, es decir, la posibilidad que tiene cada persona de actuar en la vida conforme a dicho estado. También se podría definir como la aptitud de la persona para constituir, modificar, o extinguir relaciones públicas, es la idónea para realizar actos jurídicos.
A diferencia de la capacidad jurídica, que es total, igual, inmutable, la capacidad de obrar o de ejercicio puede ser total o parcial (esto es, habilitar para realizar todos o sólo ciertos actos) desigual o distinta de una a otra persona e incluso variar según la situación o estado civil en que se encuentre la misma persona. 
De modo que, para el Derecho, lo que determina inmediatamente la capacidad de obrar no es tanto el conocimiento o razón natural como el estado civil de la propia persona; a cada tipo de estado civil corresponde una especial capacidad de obrar.
La capacidad es un concepto único e indivisible, y en él se comprenden los dos aspectos que deben coexistir para que de capacidad se pueda hablar.
Aspecto de capacidad de ejercicio:
1. Es la aptitud legal para ser titular de derechos y obligaciones;
2. Es la posibilidad jurídica que tiene la persona de ejercer sus derecho y cumplir sus obligaciones

Son dos aspectos que forman la única e indivisible capacidad.
El ejercicio de la capacidad o la capacidad de ejercicio, es la posibilidad jurídica del sujeto de hacer valer directamente, por sí mismo, sus derechos, celebrar en nombre propio actos jurídicos, contraer y cumplir obligaciones y de ejercitar las acciones conducentes antes los tribunales.
La capacidad de obrar también es variable, es decir, no es igual para todos.
Por otra parte, mientras la capacidad jurídica contempla al sujeto de los derechos en una posición estática (la relativa al goce, disfrute o tenencia de los mismos), la capacidad de obrar enfoca al sujeto desde un ángulo esencialmente dinámico, el que hace referencia a la adquisición y transmisión de los derechos.
Hay que establecer distinciones entre la capacidad jurídica y la capacidad de obrar, la capacidad jurídica la tienen todas las personas desde el momento de su nacimiento por el mero hecho de ser persona, mientras que la capacidad de obrar plena, se obtiene, supuestamente, una vez alcanzada la mayoría de edad. La capacidad jurídica es de orden público, no tiene ningún tipo de restricción o limitación, mientras que la capacidad de obrar puede ser limitada en el caso de inhabilitación por una senectud problemática, o bien por no haberse alcanzado la mayoría de edad.
Dentro de la capacidad de obrar, y por lo mismo que es variable, puede distinguirse:
- Capacidad de obrar plena o normal: correspondiente a la persona mayor de edad no incapacitada legalmente, la cual puede realizar todos los actos de la vida civil, salvo los expresamente exceptuados. Las legislaciones modernas suelen establecer una edad determinada (18 o 21 años es la más frecuente) cuyo cumplimiento origina automáticamente el pase de la menor a la mayor edad con la repercusión en la capacidad de, obrar como consecuencia del cambio de estado civil, a diferencia de los Derechos antiguos en los que la capacidad de obrar se establecía casuísticamente conforme al desarrollo corporal (fuerza física, pubertad) o intelectual para cada persona en particular.
- Capacidad de obrar limitada en virtud de ciertas causas: como suelen ser la minoría de edad, la sordomudez no sabiendo leer ni escribir o expresarse de otro modo, la prodigalidad y la interdicción civil, en cuya virtud la persona afectada por las mismas no puede realizar en mayor o menor medida todos o algunos actos con eficacia jurídica, debiendo suplirse este defecto de capacidad de obrar mediante la patria potestad o la tutela.